# Pejzaż jesienny z Rybiniszek
Pejzaż jesienny z Rybiniszek – obraz (akwarela) o wymiarach 38×56 cm polskiego malarza Stanisława Masłowskiego z 1902 roku, znajdująca się (w r. 2022) w zbiorach Muzeum Narodowego w Warszawie, opatrzona sygnaturą: „ST.MASŁOWSKI. Rybiniszki 902.”.

## Opis
Akwarela, o wymiarach 38×56 cm, przedstawia krajobraz z obszernym rozlewiskiem wodnym. Na pierwszym planie akwarela ukazuje lustro wody – jeziora lub rzeki – częściowo zarośnięte szuwarami i oczeretami pochylonymi przez wiatr w lewo, na tle zwartej ściany drzew w głębi. Rudo-żółtawe lub brunatne zabarwienie zarośli i drzew w oddali kontrastuje na obrazie z jaśniejszym kolorytem wody i błękitem nieba częściowo przesłoniętego przez kłębiaste obłoki. Zieleń liści na zadrzewieniu i koloryt obfitych zarośli wodnych świadczą, że pejzaż powstał w okresie wczesnej jesieni lub nawet pod koniec lata. Potwierdza to zachowana i opublikowana korespondencja artysty z Rybiniszek z sierpnia i września 1902 roku adresowana do żony artysty w Warszawie.

## Dane uzupełniające
Obraz był reprodukowany co najmniej dwukrotnie po II wojnie światowej, a szczególnie w dwu wydawnictwach albumowych poświęconych przeglądowi malarstwa polskiego na przestrzeni 500 lat.
Środowisko i okoliczności powstania niniejszego pejzażu podczas pleneru w Rybiniszkach, w 1902 roku, ukazuje korespondencja artysty z jego żoną z sierpnia i września 1902 roku. I tak, w liście datowanym „Warszawa, 29 VIII 1902” pisał: „Wyjeżdżam w tych dniach do Rybiniszek według bardzo życzliwej rady pana Benniego.”
Natomiast w liście wysłanym po przyjeździe na miejsce, datowanym „Rybiniszki, 18 IX 1902” pisał:

Podróż odbyłem bez przygód lub z małymi przygodami, bo oto kiedy minęliśmy Białystok, Grodno i Wilno, uczyniło się takie dojmujące zimno, że w wagonie (w nocy) musiałem się przebierać w zimowe szaty. (...) Zamiast (...) wysiąść w Dźwińskiem w Ruszonach wysiadłem w Annopolu. Naprawdę wina to konduktorów, którzy zawsze wrzeszczą o bilety, kiedy nie trzeba. Za tę pomyłkę zapłaciłem rb. sr. 1 z kopiejkami. (...) Dojechałem ostatecznie nienajgorzej, gdyż bez deszczu, po drodze piekielnej. (...) Urządzenie domu (pałacu) tutaj kosztuje p. Kierbedź, jak dotąd około 30 000 rb., tak że robota ciągle trwa i to widać na każdym korku. Zaprowadzono np. wodociąg.
Mieszkam w pięknie urządzonym saloniku o 2 oknach. Czystość i porządek aż pachnie, a pani Kierbedź tak dba, aby nam tu było i wygodnie, i przyjemnie, że kiedyś sama przyniosła masę kwiatów, aby ubrać nimi stoły i osobiście każdemu z kolegów wręczyć piękną różę. (...)
Z kolegów bawią tu Protaszewicz, Trzebiński, Pieńkowski (którego widziałaś u Komornickiej niegdyś), Krzyżanowski, Stabrowski i Ziomek. (...)

Okoliczności w których akwarela powstała w założonej przez Kierbedziów ‘malarskiej kolonii’ w Rybiniszkach charakteryzuje też zachowana relacja pesymistycznie nastrojonego, młodszego kolegi artysty, Mariana Trzebińskiego, który – jako częsty gość słonecznych, obfitujących w zabytki Włoch – był rozczarowany brakiem interesujących dla niego miejscowych motywów malarskich. Był zarazem zdziwiony spostrzegawczością pełnego entuzjazmu Masłowskiego znajdującego tam bardzo liczne tematy dla swego malarstwa.
W swym pośmiertnym wspomnieniu o Masłowskim Trzebiński pisał:

Powróciwszy do kraju [z Włoch] patrzyłem na wszystko przez włoskie okulary. W Polsce nie podobało mi się nic. Ani słońce, ani niebo, ani miasta, ani ludzie, tylko tęskniłem do pięknej Italii, lecz niestety na powrót nie miałem pieniędzy. W tym właśnie czasie powstała na kresach w Witebszczyźnie kolonia dla malarzy założona sumptem p. Kierbedziów, w ich majątku Rybiniszki. Nie mając gdzie się podziać skorzystałem skwapliwie z okazji i wyjechałem do owych Rybiniszek. Gdy zjechałem na miejsce, byłem prawie zrozpaczony, takie wydawało mi się wszystko smutne i takie obce.(...) Miasteczko wydało mi się wstrętne razem z domami na rosyjski ład stawianymi, pejzaż ubogi, ludzie obcy, przeważnie nie rozumiejący po polsku, a o kulturze rosyjskiej. Nawet niebo szare zapłakane, a choć pogodne czasem, zawsze blade i anemiczne. (...) Po włoskich katedrach marmurowych jakże ubogi wydał mi się tutejszy drewniany kościółek. Siedziałem więc jak przestępca na wygnaniu licząc dni i czekając okazji, aby stąd urządzić drapaka.
W połowie lata zjechał tu Masłowski. Był z nas wszystkich najstarszy, lecz od razu dopasował się do atmosfery bez mała studenckiej, jaka tu panowała. Przy pierwszej okazji zaofiarowałem mu się na przewodnika po ogrodzie i miasteczku, pragnąc pokazać wszystko z najgorszej strony i zrazić swoim pesymizmem. Wyszliśmy do sadu i tu zaraz zwrócił Masłowski uwagę na świeżo wypielone zagony z rzadkimi łodygami buraków na tle ciemniej gładkiej ziemi. Poszliśmy potem do kościoła, gdzie podziwiał naiwne dekoracje ołtarzy, a gdy na ganku plebanii zobaczył starego księdza Żmudzina, który tylko co wrócił od chorego i w podróżnym kitlu a starej sutannie porozpinanej aż do koszuli palił po staroświecku faję, Masłowski aż przystanął i zaraz rzekł do mnie: 'Co pan mówił, że tu nic nie ma do malowania?' I tak podczas spaceru co krok spostrzegał coś godnego oka artysty. (...)